# Piet Wijgergangs
Petrus Guilhelmus (Piet) Wijgergangs (Berlicum, 7 oktober 1935) is een Nederlands politicus van het CDA.
Hij is twintig jaar hoofd van een lagere school in zijn geboorteplaats Berlicum geweest maar was ook actief als gemeenteraadslid en wethouder van Berlicum. In maart 1981 werd Wijgergangs benoemd tot burgemeester in Standdaarbuiten en in maart 1990 volgde zijn benoeming tot burgemeester van  Oost-, West- en Middelbeers. Op 1 januari 1997 ging die gemeente op in de gemeente Oirschot waarna hij vervroegd met pensioen ging.